# Хардер, Мел
Мелвин Лерой Хардер (англ. Melvin Leroy Harder; 15 октября 1909, Бимер, Небраска — 20 октября 2002, Чардон, Огайо) — американский бейсболист, игравший на позиции питчера в Главной лиге бейсбола, который всю свою карьеру провёл за «Кливленд Индианс». В общей сложности он провел 36 сезонов с «индейцами» в качестве игрока с 1928 по 1947 года и как один из самых уважаемых тренеров питчеров с 1948 по 1963 года. Он установил рекорды франшизы по победам (223), начатым играм (433) и сыгранным иннингам (3426+1⁄3), которые позже были побиты Бобом Феллером. Его рекорд по количеству сыгранных матчей за карьеру (582) удерживается по настоящее время. Он был лидером Американской лиги (АЛ) по победам (9-е место), играм (8-е место) и стартам (10-е место), когда завершил карьеру. Он также был отличным полевым игроком, четырежды лидируя среди питчеров АЛ по путаутам.

## Карьера
Хардер родился в Бимере, штат Небраска, и окончил среднюю техническую школу в Северной Омахе, штат Небраска. Он попал в состав «Индианс» в качестве релиф-питчера в 1928 году. Его стиль подачи вращался вокруг его прекрасного крученого мяча, жесткого фастбола и отличного контроля. В 1930 году он присоединился к стартовой ротации и показал результат 39–37 с 1930 по 1932 года. 31 июля 1932 года он провел первую игру на муниципальном стадионе Кливленда. В 1933 году он финишировал вторым в АЛ с показателем ERA 2.95, уступив товарищу по команде Монте Пирсону (2.33); по современным правилам (один иннинг за игру, сыгранную командой), принятым в 1951 году, Хардеру приписали бы лидерство в лиге, поскольку Пирсон сыграл всего 135 иннингов. В 1934 году он закончил с 20 победами, возглавил лигу с шестью играми с сухим счетом и снова был вторым по ERA (2,61) после Лефти Гомеса. В 1935 году он был вторым после Уэса Феррелла по победам (22) и иннингам (287+1⁄3) и был пятым в АЛ с 3.29 ERA. После того, как у него заболел локоть и бурсит плеча, он выигрывал не менее 15 игр каждый сезон с 1936 по 1939 года. Он был лидером среди питчеров АЛ по путаутам в 1932, 1933, 1935 и 1938 годах.
Хардер был одним из самых успешных участников Матча всех звезд 1930-х годов, участвуя во всех четырех играх с 1934 по 1937 год и установив рекорд, сыграв 13 иннингов подряд без пропущенных ранов. Он выиграл Матч всех звезд 1934 года после того, как сменил Реда Раффинга без аутов после двух игроков в пятом иннинге со счётом 8:6. Один ран был забит при двойной краже базы, но Хардер допустил только один хит за свои пять подач, а АЛ выиграла со счётом 9:7. Он заработал сейв в игре 1935 года, сыграв три сухих иннингов и завершив игру победой со счетом 4:1.
В 1940 году он показал результат 12:11, а «Индианс» отстали на одну победу от «Детройта Тайгерс», потеряв преимущество в начале сентября на фоне разлада в клубе. После еще нескольких лет, в течение которых его показатель колебался в районе значения 0.500, заработав свою 200-ю победу в 1944 году, Хардер завершил свою карьеру в 1947 году с 1160 страйкаутами и ERA 3.80. Помимо его 223 побед, его 186 поражений остаются клубным рекордом. По иронии судьбы, индийцы выиграли Мировую серию через год после его ухода на пенсию.
С 1948 по 1950-е годы он руководил тем, что в дальнейшем стало известно как ротацией питчеров «Большая четверка», в которую входили Боб Феллер, Боб Лемон, Эрли Уинн и Майк Гарсия. Хардер успешно превратил Лемона из инфилдера в лучшего питчера, работая с ним в середине 1940-х годов. У Уинна был результат 72–87, прежде чем «Вашингтон Сенаторз» продали его в «Индианс». В 1953 году Лемон в четвертый раз побил рекорд Хардера, возглавив рейтингов питчеров АЛ по количеству бросков. Херб Скор был назван новичком года в АЛ в 1955 году после того, как Хардер помог развить его курвебол. Во время своей тренерской карьеры Хардер был временным менеджером индейцев в последней игре сезона 1961 года и двух последних играх 1962 года, выиграв все три матча. В конце его пребывания под его руководством вышли молодые питчеры, такие как Сэм Макдауэлл, Томми Джон и Луис Тиант. Он был уволен после сезона 1963 года, проведя 36 лет в Кливленде.
Позже он тренировал «Нью-Йорк Метс» (1964), «Чикаго Кабс» (1965), «Цинциннати Редс» (1966–68) и «Канзас-Сити Роялс» (1969).
28 июля 1990 года «Кливленд» отказался от номера 18 (в качестве тренера он носил номера 43 и 2), а в 2001 году он был назван одним из 100 лучших игроков индейцев.
В 2002 году Хардер умер в Шардоне, штат Огайо, в возрасте 93 лет. На момент своей смерти он был одним из пяти живых игроков, игравших в 1920-е годы.

## Наследие

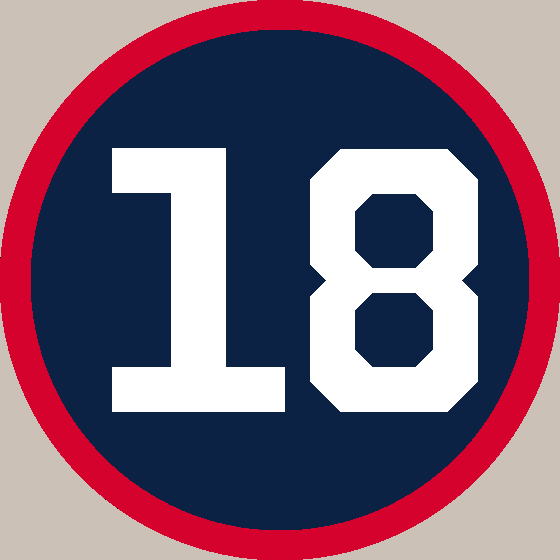
18-й номер Мела Хардера был закреплён в «Кливленд Инданс» в 1990 году.

Хардер был единственным питчером, который отыграл 10 или более подач Матча всех звезд, не допустив рана, и единственным человеком в истории высшей лиги, который имел 20-летнюю игровую и тренерскую карьеру.
Джо Ди Маджио вспоминал, что ему было труднее играть против Хардера, чем против любого другого питчера. Хэнк Гринберг также назвал его одним из пяти самых крутых питчеров, с которыми он сталкивался в своей карьере.